# Entalpía de fusión

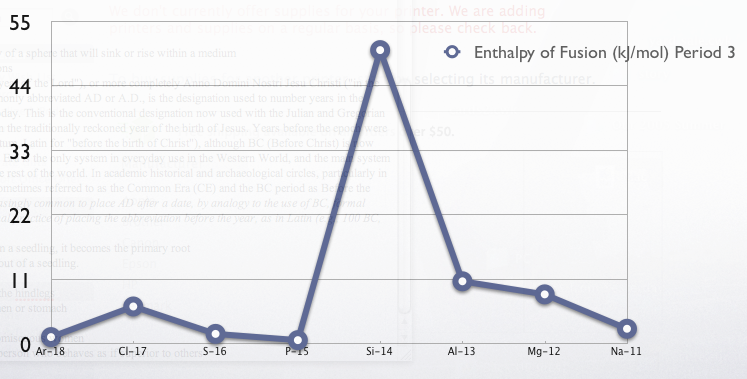
Cambio estándar de entalpía de fusión del período tres.

La entalpía de fusión o calor de fusión (ΔfusH) es la cantidad de energía necesaria para hacer que un mol de un elemento alcance su punto de fusión y pase del estado sólido al líquido, a presión constante. En otras palabras, es la cantidad de energía que un sistema puede intercambiar con su entorno. Es una magnitud de termodinámica (H), cantidad de energía que se puede intercambiar.
La entalpía de fusión es un calor latente ya que durante el proceso de cambio de estado no se da un cambio apreciable de temperatura. El calor es completamente invertido en modificar la estructura del material para dar movilidad a sus unidades moleculares. Cuando para estudiar la energía necesaria para el cambio de sólido a líquido se hace referencia a la unidad de masa el parámetro empleado es el «calor específico de fusión» en cal/g o J/g. Sin embargo cuando se quiere hacer referencia a la unidad absorbida por mol de sustancia en cambio de estado se emplea la «entalpía de fusión» en kJ/mol.

## Valores de entalpías de fusión de sustancias comunes
| Sustancia         | Calor de fusión (cal/g) | Calor de fusión (J/g) | Entalpía de fusión (kJ/mol) |
| ----------------- | ----------------------- | --------------------- | --------------------------- |
| Agua              | 79,72                   | 333,55                | 6,02                        |
| Metano            | 13,96                   | 58,41                 | 0,94                        |
| Etano             | 22,73                   | 95,10                 | 2,86                        |
| Propano           | 19,11                   | 79,96                 | 3,52                        |
| Metanol           | 23,70                   | 99,16                 | 3,18                        |
| Etanol            | 26,05                   | 108,99                | 4,80                        |
| Glicerina         | 47,95                   | 200,62                | 18,47                       |
| Ácido fórmico     | 66,05                   | 276,35                | 12,72                       |
| Ácido acético     | 45,91                   | 192,09                | 11,53                       |
| Acetona           | 23,42                   | 97,99                 | 5,69                        |
| Benceno           | 30,45                   | 127,40                | 9,95                        |
| Ácido palmítico   | 39,18                   | 163,93                | 42,03                       |
| Ácido esteárico   | 47,54                   | 198,91                | 56,53                       |
| Parafina (C25H52) | 47-52                   | 200-220               | 70-77,4                     |

Los valores de esta tabla han sido obtenidos del Manual CRC Handbook of Chemistry and Physics, Edición nº62.  La conversión entre cal/g y J/g se ha realizado teniendo en cuenta el factor de conversión termoquímico 1 caloría= 4,184 julios.

Los valores de entalpías de fusión (kJ/mol) han sido obtenidos multiplicando los calores de fusión (J/g) por las masas moleculares de cada sustancia (g/mol) y dividido por mil.

## Valores de la entalpía de fusión de los elementos químicos
Valores para los elementos en condiciones estándar expresados en kJ/mol: 
| H 0,12  |          |          |          |          |          |          |          |          |           |          |          |          |          |           |          |          | He       |
| Li 3    | Be 7,895 |          |          |          |          |          |          |          |           |          |          | B 50,2   | C 117,4  | N 0,71    | O 0,44   | F 0,51   | Ne 0,328 |
| Na 2,6  | Mg 8,48  |          |          |          |          |          |          |          |           |          |          | Al 10,71 | Si 50,21 | P 0,659   | S 1,721  | Cl 6,4   | Ar 1,18  |
| K 2,335 | Ca 8,54  | Sc 14,1  | Ti 14,15 | V 21,5   | Cr 21    | Mn 12,91 | Fe 13,81 | Co 16,2  | Ni 17,48  | Cu 13,26 | Zn 7,068 | Ga 5,585 | Ge 36,94 | As 24,44  | Se 6,69  | Br 10,57 | Kr 1,64  |
| Rb 2,19 | Sr 7,43  | Y 11,39  | Zr 21    | Nb 30    | Mo 37,48 | Tc 33,29 | Ru 38,59 | Rh 26,59 | Pd 16,74  | Ag 11,3  | Cd 6,21  | In 3,291 | Sn 7,15  | Sb 19,79  | Te 17,38 | I 15,52  | Xe 2,27  |
| Cs 2,09 | Ba 7,12  | *        | Hf 27,2  | Ta 36,57 | W 52,31  | Re 34,08 | Os 57,85 | Ir 41,12 | Pt 22,175 | Au 12,55 | Hg 2,295 | Tl 4,142 | Pb 4,774 | Bi 11,106 | Po 10    | At       | Rn       |
| Fr      | Ra 7,7   | **       | Rf       | Db       | Sg       | Bh       | Hs       | Mt       | Ds        | Rg       | Cn       | Nh       | Fl       | Mc        | Lv       | Ts       | Og       |
| *       | La 6,2   | Ce 5,46  | Pr 6,89  | Nd 7,14  | Pm       | Sm 8,62  | Eu 9,21  | Gd 9,67  | Tb 10,15  | Dy 11,35 | Ho 11,76 | Er 19,9  | Tm 16,84 | Yb 7,66   | Lu 18,65 |          |          |
| **      | Ac 12    | Th 13,81 | Pa 12,34 | U 9,14   | Np 3,2   | Pu 2,824 | Am 14,39 | Cm 14,64 | Bk        | Cf       | Es 9,41  | Fm       | Md       | No        | Lr       |          |          |